# Kazunori Komatsu
Kazunori Komatsu (en japonés: 小松 一憲, Komatsu Kazunori; 9 de abril de 1948) es un deportista japonés que compitió en vela en la clase 470. Ganó una medalla de plata en el Campeonato Mundial de 470 de 1977.

## Palmarés internacional
| Campeonato Mundial | Campeonato Mundial | Campeonato Mundial | Campeonato Mundial |
| Año                | Lugar              | Medalla            | Clase              |
| ------------------ | ------------------ | ------------------ | ------------------ |
| 1977               | Shizuoka (Japón)   | Medalla de plata   | 470                |